# الیاس سلمان
الیاس سلمان (ترکی استانبولی: İlyas Salman؛ زادهٔ ۱۴ ژانویهٔ ۱۹۴۹) هنرپیشه، کارگردان، پدیدآور، موسیقی‌دان اهل ترکیه است.
از فیلم‌ها یا برنامه‌های تلویزیونی که وی در آن نقش داشته‌است می‌توان به عباس گل اشاره کرد.